# Marta Bon
Marta Bon, slovenska rokometna trenerka in pedagoginja, * 22. marec 1962, Novo mesto.

## Življenjepis
Marta Bon je leta 1990 diplomirala na Fakulteti za šport in leta 2001 tam tudi doktorirala.  Od leta 1993 je na Fakulteti za šport tudi zaposlena.
V mladosti je bila uspešna rokometašica. Med igranjem za RK Olimpijo je bila med drugim dvakrat polfinalistka evropskega pokala pokalnih zmagovalcev. Kariero je nadaljevala pri RK Krim, kjer je po končani športni karieri delovala kot trenerka do leta 1994. Drugi mandat trenerke Krima je opravljala od 2009 do 2011 in se vsako sezono uvrstila med osem najboljših ekip v Ligi prvakinj. Septembra 1996 je bila imenovana na funkcijo selektorice slovenske ženske rokometne reprezentance, s katero se je uvrstila tudi na svetovno prvenstvo. Leta 2003 je nastopila drugi mandat in z reprezentanco na SP osvojila osmo mesto, kar je največji uspeh ženskih članskih reprezentanc med ekipnimi športi v Sloveniji. Bila je tudi selektorica ženske reprezentance Švice (2010-2012). Decembra 2013 je začela svoj tretji mandat kot selektorica Slovenije. Na sredozemskih igrah v Turčiji je reprezentanca pod njenim vodstvom osvojila srebrno medaljo. 
Od novembra 2000 do januarja 2009 je bila predsednica Strokovnega sveta RZS in do leta 2010 članica Predsedstva RZS. Poleg tega je bila  Bonova  članica komisije za Bloudkova priznanja in članica odbora za vrhunski šport pri Olimpijskem komiteju. Če članica skupine predavateljev Evropske rokometne zveze in od leta 2012 članica skupine EHF: Womens handball board. 
Leta 2006 je bila izvoljena v Mestni svet Mestne občine Ljubljana. Opravljala je naloge predsednice odbora za šport, bila pa je tudi članica statutarne komisije in  komisije za mednarodne odnose. Od leta 2012 je predsednica sveta Javni zavod šport Ljubljana.

## Nagrade
Za leto 2015 je prejela Bloudkovo nagrado za izjemen prispevek k razvoju slovenskega športa.